# Gratian

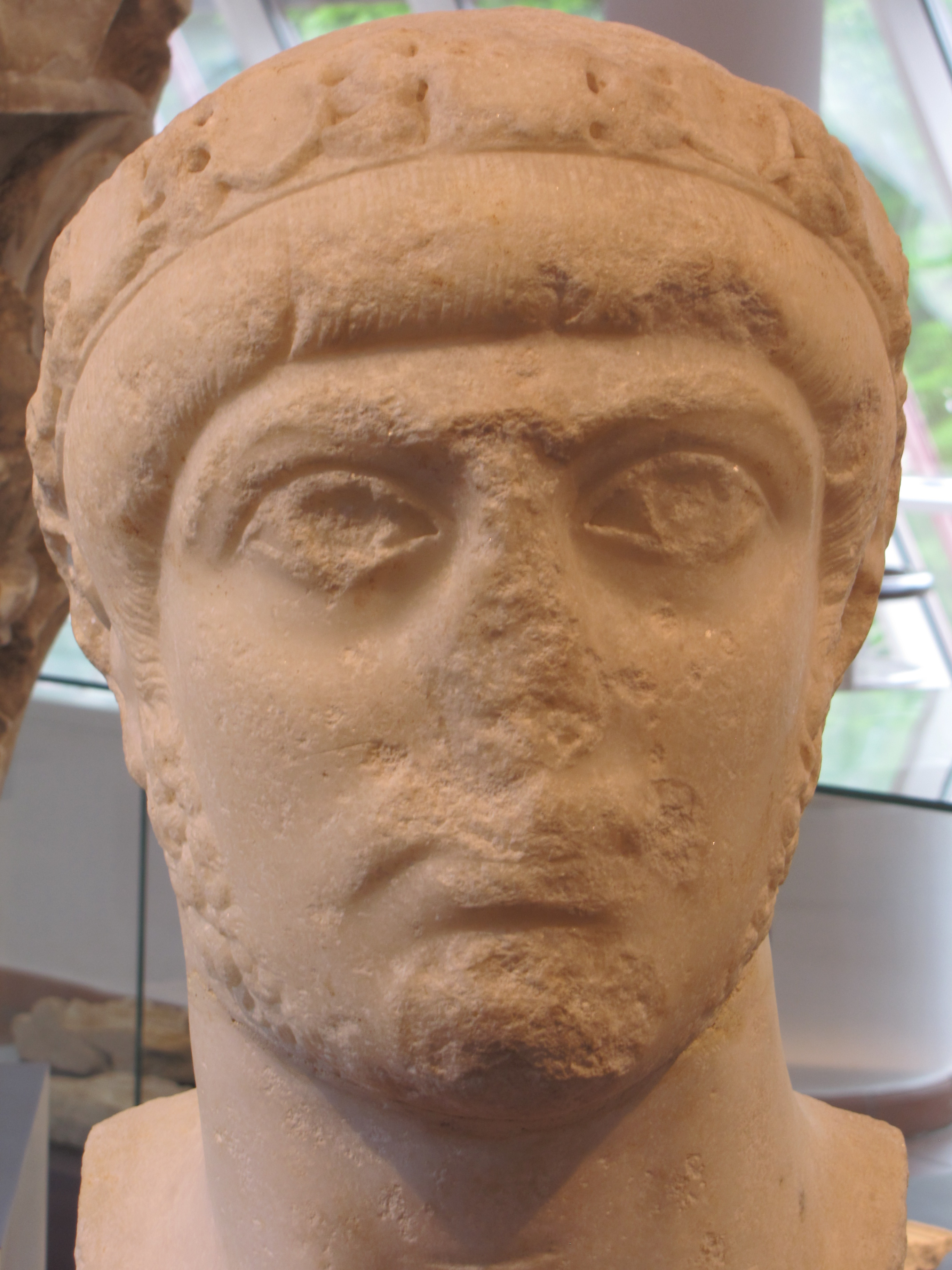
Marmorbüste Gratians im Rheinischen Landesmuseum Trier

Gratian (* 18. April 359 in Sirmium; † 25. August 383 in Lugdunum), mit vollständigem Namen Flavius Gratianus, war von 375 bis 383 Kaiser im Westen des Römischen Reiches, wurde aber bereits 367 von seinem Vater Valentinian I. zum Mitkaiser ernannt. Zusammen mit Theodosius I. erhob er das Christentum zur Staatsreligion im Römischen Reich.

## Leben

### Jugend und Ausbildung
Gratian genoss eine hervorragende Bildung, wobei er unter anderem vom Erzieher und Dichter Ausonius unterwiesen wurde. Sein Vater Valentinian I. regierte ab 364 den Westteil des Römischen Reiches, während dessen Bruder Valens in der östlichen Hälfte herrschte, womit sie die valentinianische Dynastie begründeten. Im Jahr 367 erhielt Gratian als Achtjähriger, nachdem er im Jahr zuvor bereits das Konsulat bekleidet hatte, nach einer schweren Erkrankung seines Vaters den Titel Augustus (Mitkaiser). Um 374 heiratete er Constantia († 383), die Tochter Constantius’ II., womit die valentinianische mit der konstantinischen Dynastie verbunden wurde. Nach Constantias Tod heiratete er eine sonst unbekannte Frau namens Laeta.
Nach dem Tod seines Vaters 375 wurde Gratian Kaiser des Westens. Sein Halbbruder Valentinian II. wurde von den Truppen unter dem germanischen Heermeister Merobaudes, der eine wichtige Rolle am Hof Gratians spielen sollte, ebenfalls zum Kaiser ausgerufen. Gratian stimmte dieser Erhebung zu, zumal sein Bruder noch minderjährig war und somit keine Gefahr darstellte.

### Herrschaft

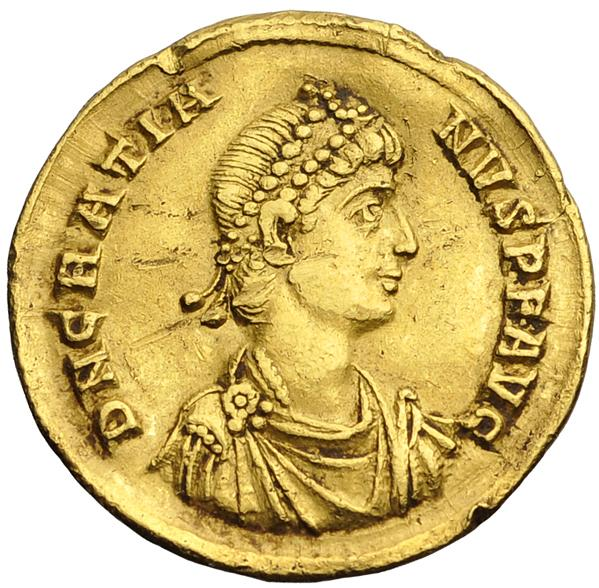
Solidus Gratians

Gratian ließ sich zunächst in Augusta Treverorum (heute Trier) nieder, wo er sich auch die meiste Zeit seiner Regierung aufhielt. Später residierte er unter anderem aber auch in Mediolanum (Mailand) und feierte 376 seine Decennalien (zehnjähriges Regierungsjubiläum) in Rom. Mit dem Senat unterhielt er gute Beziehungen und förderte auch die lateinische Literatur. Ausonius scheint seinen Einfluss auf den jungen Kaiser ausgenutzt zu haben, um Verwandten und Freunden zu Posten zu verhelfen und generell den Einfluss der gallischen Aristokratie am Hof Gratians zu erhöhen. Der Wegzug Gratians aus Trier beendete diese Bevorzugung gallischer Aristokraten jedoch. Aber auch ansonsten lag die tägliche Regierungsarbeit in den Händen von anderen, so kam dem Prätorianerpräfekten und damit obersten Verwaltungsbeamten Sextus Petronius Probus eine wichtige Funktion zu.
Im militärischen Bereich setzte Gratian die von seinem Vater eingeleiteten Maßnahmen zur Sicherung der Rheingrenze fort, wobei er germanische Truppen besonders schätzte, und widmete sich dem Kampf gegen die vordringenden Alamannen, mit denen er sich 378 die große Schlacht bei Argentovaria in der Nähe von Colmar lieferte. Sein damit verbundener Rheinübergang war der letzte eines römischen Kaisers. 377 schickte er Truppen unter seinem comes domesticorum (Führer der Leibwache) Richomer in den Osten, um seinen Onkel und östlichen Mitkaiser, den senior Augustus Valens, im Gotenkrieg zu unterstützen.
Am 9. August 378 wurde Valens in der Schlacht von Adrianopel von den Goten besiegt und getötet. Gratian, der mit Truppen aus dem Westen herangerückt war, um seinen Onkel zu unterstützen, kam zu spät. Da eine Alleinherrschaft über das Gesamtreich nicht mehr möglich schien und sein Halbbruder Valentinian II. noch ein Kind war, wies Gratian daraufhin am 19. Januar 379 den Osten notgedrungen dem dynastiefremden Theodosius I. zu. In den folgenden Jahren zeigte sich, dass Theodosius seine beiden westlichen Mitkaiser auszustechen versuchte.

### Religionspolitik

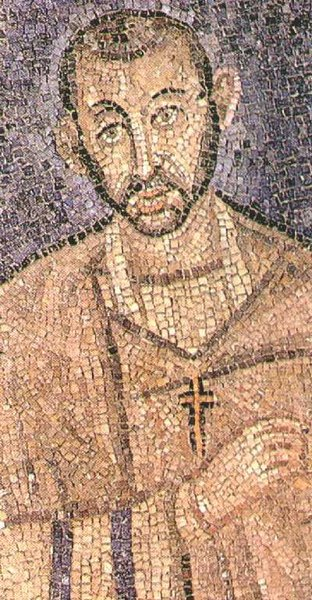
Ambrosius von Mailand, dargestellt auf einem spätantiken Mosaik in der Kirche Sant’Ambrogio (Mailand)

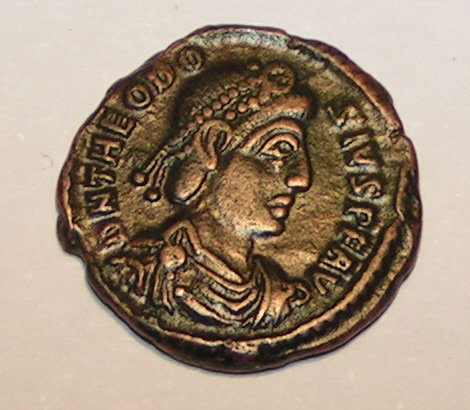
Bronzemünze Theodosius’ I.: drapierte und gepanzerte Büste mit Diadem nach rechts, umlaufende Schrift: D N THEODOSIVS PF AVG

Die Herrschaft Gratians ist als eine Übergangsepoche des Reiches vom Heidentum zum Christentum anzusehen und fällt in das Ende des arianischen Streits. Gratian lehnte (wohl 382 oder 383) unter dem Einfluss von Ambrosius von Mailand die Insignien des Pontifex Maximus ab, die Konstantin und dessen Nachfolger weiterhin angenommen hatten.
Im arianischen Streit war Gratian zuerst schwankend, ging dann aber, überzeugt von Ambrosius, insbesondere durch dessen Abhandlung de Fide, gegen die Arianer und Donatisten massiv vor und verbot deren Gottesdienste; die Kirchen gab er den Trinitariern zurück. Mit mehreren Gesetzen unterstützte er die orthodoxe Geistlichkeit. Alle Kleriker waren fortan von Lasten und Steuern befreit. Ansonsten verfolgte Gratian aber in der Religionspolitik keinen besonders stringenten Kurs und konnte auch mehrere Streitpunkte (so die Auseinandersetzung zwischen den Bischöfen Priscillian und Hydatius) nicht schlichten, was aber von einem Kaiser erwartet wurde.
Mit dem am 27. Februar 380 zusammen mit Theodosius erlassenen Edikt Cunctos populos beendete er die Religionsfreiheit, die Konstantin mit dem Edikt von Mailand 313 eingeführt hatte. Die katholisch-orthodoxe Kirche erklärte er zur alleinigen Staatskirche (siehe Römische Reichskirche).
In der Regel wird angenommen, dass Gratian auf Anraten seines Beraters Ambrosius von Mailand (differenzierter jedoch nun Alan Cameron) härter gegen das Heidentum vorging. Er schaffte jedenfalls alle Privilegien der heidnischen Priester und Vestalinnen samt den Sonderrechten ihrer Kulte ab und entzog ihnen damit auch finanzielle Mittel. 381 ließ er den Altar der Victoria aus dem Sitzungssaal des Senats entfernen (siehe Streit um den Victoriaaltar). Ohne staatliche Unterstützung verlor das Heidentum in der Folgezeit immer mehr an Einfluss. 383 erklärte Gratian zudem per Gesetz Apostasie (Abfall vom Glauben) zu einem vom Staat zu verfolgenden Verbrechen.

### Usurpation des Magnus Maximus und Tod Gratians
Im Frühjahr 383 brach ein Aufstand der römischen Truppen in Britannien unter dem aus Spanien stammenden Magnus Maximus aus, der auf das Festland übergriff und sich in Gallien ausbreitete. Die Hintergründe der Rebellion sind nicht ganz klar, denn Gratian konnte auf eine durchaus erfolgreiche Regierungszeit zurückblicken und hatte auch militärische Siege vorzuweisen, wenngleich er sich am Ende seiner Regierungszeit beim Heer und bei Teilen der (mehrheitlich heidnischen) Senatsaristokratie recht unbeliebt gemacht hatte. In den Quellen wird erwähnt, dass im Heer durch die Bevorzugung „barbarischer“ Alanen Unruhe entstanden sei, die sich in der Usurpation des Maximus entlud, doch mag dies auch nur vorgeschoben sein. Gratian hatte anscheinend seine Aufmerksamkeit nicht mehr ausreichend den bedrohten Gebieten in Gallien gewidmet und daher dort seinen Rückhalt verloren, was Maximus ausnutzte, um nach dem Purpur zu greifen.
Gratian befand sich zum Zeitpunkt der Usurpation in Oberitalien und marschierte Maximus, sobald er von dessen Kaisererhebung erfuhr, entgegen. Beim heutigen Paris kam es zu einigen kleineren Gefechten. Maximus hatte unter Theodosius dem Älteren, dem Vater des neuen Kaisers Theodosius, gedient. Aus dieser Zeit hatten einige Truppenverbände Gratians aber wohl noch gute Erinnerung an Maximus, dem es daher nicht schwerfiel, diese zum Überlaufen zu bewegen. Gratian sah sich bald von seinen Truppen im Stich gelassen und floh mit wenigen Begleitern nach Lugdunum, wo er am 25. August 383 von Maximus’ Heermeister Andragathius eingeholt und erschlagen wurde. Gratians Kopf wurde abgeschlagen und öffentlich zur Schau gestellt.
Gratians Halbbruder Valentinian II. blieb im Amt, musste die Herrschaft im Westen aber mit Maximus teilen. Theodosius blieb Herr im Osten des Reiches. Als Maximus 387 auch in Italien einfiel und Valentinian II. vertrieb, trat Theodosius ihm entgegen, heiratete Valentinians Schwester und besiegte Maximus 388, der kurz darauf von den eigenen Männern ermordet wurde. Valentinian II. nahm sich 392 das Leben.

## Bewertung
Gratians Regierungszeit setzte sich einerseits von der Herrschaft seines Vaters ab (was das gute Verhältnis zum Senat betraf), andererseits zeigte es auch Kontinuität (was die Militär- und Grenzpolitik anging). Gratian war den Quellen zufolge fromm, sehr gebildet und nicht unbegabt. Der Politik galt jedoch nicht in erster Linie sein Interesse und es scheint ihm an Entschlossenheit gefehlt zu haben; ebenso war er recht stark von seinen Beratern abhängig, was zum Teil seine recht wankelmütige Politik im Inneren erklärt. Dies dürfte auch der Hauptgrund für die Unzufriedenheit im Militär gewesen sein, die zur erfolgreichen Usurpation des Maximus führte.
Im Streit um den Victoriaaltar hingegen stand er ganz auf der Seite des Ambrosius. Von Bedeutung ist neben seiner Religionspolitik vor allem die von ihm vorgenommene Ernennung des fähigen Theodosius sowie seine insgesamt erfolgreiche Grenzverteidigung, auch wenn der Kaiser als Person relativ wenig bedeutend war. Allerdings scheinen sich sein Charakter und sein Privatleben von manchem seiner Vorgänger positiv unterschieden zu haben.

## Rezeption
Die Stadt Grenoble (Gratianopolis) in Frankreich wurde ihm zu Ehren benannt; die heutige Namensform ist die Folge einer Lautverschiebung über die Jahrhunderte hinweg.